# Gouvernement Mara II
Monarchie fidjienne
Mara I Mara III
Le gouvernement Mara II est le gouvernement qui dirige les Fidji de mai 1972 à mars 1977. Les élections de 1966 avaient fourni à cette colonie britannique un gouvernement pour assurer la transition vers l'indépendance, acquise en octobre 1970. Ce gouvernement de transition, dirigé par le Premier ministre Ratu Sir Kamisese Mara du Parti de l'Alliance (conservateur), remporte ensuite les élections de mai 1972, les premières depuis l'indépendance. L'Alliance remporte trente-trois sièges, contre dix-neuf pour le Parti de la fédération nationale, le seul autre parti à être représenté à la Chambre des représentants. Si l'Alliance fait campagne sur le thème d'une harmonie multi-ethnique, il représente avant tout la population autochtone du pays (appuyée par la petite minorité blanche), ce qui est reflété dans la composition du gouvernement : seuls trois des ministres de ce nouveau gouvernement sont issus de la communauté indo-fidjienne, qui a relativement peu voté pour l'Alliance. Six des ministres sont des grands chefs issus de l'aristocratie autochtone,.
Les ministres du second gouvernement Mara sont les suivants :
| Nom | Nom                     | Nom | Fonctions                         | Parti    | Remarques                                 |
| --- | ----------------------- | --- | --------------------------------- | -------- | ----------------------------------------- |
|     | Ratu Sir Kamisese Mara  |     | Premier ministre                  | Alliance |                                           |
|     | Ratu Sir Edward Cakobau |     | Vice-premier ministre             | Alliance |                                           |
|     | Charles Stinson         |     | Ministre des Finances             | Alliance |                                           |
|     | John Falvey             |     | Procureur général                 | Alliance |                                           |
|     | Ratu Penaia Ganilau     |     | Ministre de l'Intérieur           | Alliance |                                           |
|     | James Shankar Singh     |     | Ministre de la Santé              | Alliance |                                           |
|     | Jone Naisara            |     | Ministre de l'Éducation           | Alliance |                                           |
|     | Ratu Wili Toganivalu    |     | Ministre des Affaires autochtones | Alliance |                                           |
|     | Doug Brown              |     | Ministre de l'Agriculture         | Alliance |                                           |
|     | Ratu Josua Toganivalu   |     | Ministre des Terres               | Alliance |                                           |
|     | Jonati Mavoa            |     | Ministre des Services sociaux     | Alliance |                                           |
|     | Mohammed Khan           |     | Ministre du Commerce              | Alliance |                                           |
|     | Vijay Singh             |     | Ministre du Développement urbain  | Alliance |                                           |
|     | Ratu George Cakobau     |     | Ministre sans portefeuille        | Alliance | Nommé gouverneur général en janvier 1973. |

Le gouvernement comprend également sept ministres assistants :
| Nom | Nom                    | Nom | Fonctions                                                                        | Parti    | Remarques |
| --- | ---------------------- | --- | -------------------------------------------------------------------------------- | -------- | --------- |
|     | Solomone Naivalu (en)  |     | Ministre assistant à l'agriculture, aux forêts et aux pêcheries                  | Alliance |           |
|     | Edward Beddoes         |     | Ministre assistant aux communications, aux travaux publics et au tourisme        | Alliance |           |
|     | Peniame Naqasima       |     | Ministre assistant aux communications, aux travaux publics et au tourisme        | Alliance |           |
|     | P. K. Bhindi           |     | Ministre assistant aux finances                                                  | Alliance |           |
|     | Sakeasi Butadroka      |     | Ministre assistant au commerce, aux industries et aux coopératives               | Alliance |           |
|     | Sakiasi Waqanivavalagi |     | Ministre assistant au développement urbain, au logement et à la sécurité sociale | Alliance |           |
|     | Militoni Leweniqila    |     | Ministre assistant aux affaires autochtones et au développement rural            | Alliance |           |